# Knäckekullarna med Falkberget
Knäckekullarna med Falkberget är ett naturreservat i Vänersborgs kommun i Västra Götalands län.
Området är naturskyddat sedan 2016 och är 89 hektar stort. Reservatet omfattar två områden med höjder, våtmarker och tjärnar och branter ner mot Bollungssjön.  Reservatet består av barrnaturskog med partier som domineras av tall.